# Thomas John Rodi
Thomas John Rodi (New Orleans, 27 marzo 1949) è un arcivescovo cattolico statunitense, dal 1º luglio 2025 arcivescovo emerito di Mobile.

## Biografia
È nato a New Orleans, Louisiana, il 27 marzo 1949.

### Formazione e ministero sacerdotale
Ha compiuto gli studi primari e secondari nelle scuole cattoliche di New Orleans. Nel 1967 si è diplomato presso la De La Salle Catholic High School. Ha quindi frequentato l'Università di Georgetown a Washington dal 1967 al 1971 e poi l'Università Tulane di New Orleans dal 1971 al 1974 dove ha ottenuto la laurea in diritto civile.
Nel 1974 è entrato nel seminario "Notre Dame" dell'arcidiocesi di New Orleans ove ha compiuto gli studi teologici. Nel 1978 ha conseguito il Master of Divinity. Successivamente, nel 1986, ha ottenuto la licenza in diritto canonico presso l'Università Cattolica d'America a Washington.
Il 20 maggio 1979 è stato ordinato presbitero per l'arcidiocesi di New Orleans dall'arcivescovo Philip Matthew Hannan. In seguito è stato vicario parrocchiale delle parrocchie di Sant'Anna, San Lorenzo e San Cristoforo a Metairie, Sant'Agnese a Jefferson e San Matteo Apostolo a River Ridge. È stato vicario episcopale per la pastorale dal 1989 al 1992, cancelliere arcidiocesano dal 1992 al 1995, parroco della parrocchia di Santa Rita a New Orleans dal 1995 al 1996 e vicario generale e moderatore della curia dal 1996 alla nomina episcopale. È stato inoltre docente di diritto canonico presso il seminario "Notre Dame" fino al 1995, difensore del vincolo e giudice prosinodale del tribunale ecclesiastico metropolitano, direttore per l'educazione religiosa dal 1988 al 1989, direttore del dipartimento dei servizi pastorali dal 1989 al 1996, membro del collegio dei consultori e del consiglio presbiterale e amministratore parrocchiale della parrocchia di San Matteo Apostolo a River Ridge. Ha prestato servizio anche nelle parrocchie della Madonna del Rosario e di San Pio X a New Orleans. Nel 1992 è stato nominato prelato d'onore di Sua Santità.

### Ministero episcopale
Il 15 maggio 2001 papa Giovanni Paolo II lo ha nominato vescovo di Biloxi. Ha ricevuto l'ordinazione episcopale il 2 luglio successivo dall'arcivescovo metropolita di Mobile Oscar Hugh Lipscomb, co-consacranti l'arcivescovo metropolita di New Orleans Francis Bible Schulte e il vescovo emerito di Biloxi Joseph Lawson Howze.
Il 2 aprile 2008 papa Benedetto XVI lo ha nominato arcivescovo metropolita di Mobile. Ha preso possesso dell'arcidiocesi il 6 giugno successivo. Il 29 dello stesso mese il papa gli ha imposto il pallio, simbolo degli arcivescovi metropoliti, durante una celebrazione svoltasi nella basilica di San Pietro in Vaticano. Ha mantenuto l'ufficio di amministratore apostolico della diocesi di Biloxi fino all'ingresso del successore Roger Paul Morin, avvenuto il 27 aprile 2009.
Nel gennaio del 2012 ha compiuto la visita ad limina.
Il 1º luglio 2025 papa Leone XIV ha accolto la sua rinuncia, presentata per raggiunti limiti di età, al governo pastorale dell'arcidiocesi di Mobile; gli è succeduto Mark Steven Rivituso, fino ad allora vescovo titolare di Turuzi ed ausiliare di Saint Louis.

## Genealogia episcopale e successione apostolica
La genealogia episcopale è:
- Cardinale Scipione Rebiba
- Cardinale Giulio Antonio Santori
- Cardinale Girolamo Bernerio, O.P.
- Arcivescovo Galeazzo Sanvitale
- Cardinale Ludovico Ludovisi
- Cardinale Luigi Caetani
- Cardinale Ulderico Carpegna
- Cardinale Paluzzo Paluzzi Altieri degli Albertoni
- Papa Benedetto XIII
- Papa Benedetto XIV
- Cardinale Enrico Enriquez
- Arcivescovo Manuel Quintano Bonifaz
- Cardinale Buenaventura Córdoba Espinosa de la Cerda
- Cardinale Giuseppe Maria Doria Pamphilj
- Papa Pio VIII
- Papa Pio IX
- Cardinale Raffaele Monaco La Valletta
- Cardinale Diomede Angelo Raffaele Gennaro Falconio, O.F.M.Ref.
- Vescovo Joseph Chartrand
- Cardinale Joseph Elmer Ritter
- Cardinale John Patrick Cody
- Arcivescovo John Lawrence May
- Arcivescovo Oscar Hugh Lipscomb
- Arcivescovo Thomas John Rodi

La successione apostolica è:
- Vescovo Joseph Richard Kopacz (2014)
- Vescovo Louis Frederick Kihneman (2017)

## Araldica
| Stemma | Descrizione |
| ------ | --- |
|        | Lo stemma dell'arcivescovo è composto da uno scudo sul quale sono presenti cariche simboliche, un motto e gli ornamenti esterni di rango. È consuetudine nei paesi anglosassoni che lo stemma del vescovo e quello della sua diocesi siano messi insieme e raffigurati sullo stesso scudo. Lo stemma dell'arcivescovo Rodi e dell'arcidiocesi di Mobile sono esposti fianco a fianco. Questo si chiama "impalamento". Oltre ad essere il metodo più comune utilizzato in America del Nord, è anche uno dei modi per rappresentare gli stemmi di due coniugi. Usare l'impalamento è uno dei modi in cui l'arcivescovo dimostra di essere "sposato" con la sua arcidiocesi. Il lato sinistro dello scudo mostra lo stemma dell'arcidiocesi di Mobile. Esso raffigura uno sfondo blu sul quale vi è una luna crescente d'argento. Questo è un simbolo dell'Immacolata Concezione della Madonna, che è il titolo della basilica cattedrale arcidiocesana. Da questa mezzaluna nasce un cespuglio di rose che ha tre fiori. Questi, le foglie e lo stelo sono tutti d'oro. Per il suo stemma personale l'arcivescovo Rodi ha adottato un disegno che riflette la sua vita e il suo retaggio. Esso è composto da uno sfondo blu su cui è posta una croce d'oro che simboleggia la fede che l'arcivescovo è stato chiamato a servire nel sacerdozio ministeriale. Le Sacre Scritture ci ricordano che predichiamo Gesù Cristo crocifisso e la gloria nella croce di Nostro Signore. All'interno del primo e del quarto settore creato dalla croce sul campo vi sono una "Alpha" e una "Omega", per indicare che in tutto ciò che il vescovo fa l'inizio e la fine di tutte le cose deve essere il Signore Gesù Cristo, come scritto nel libro dell'Apocalisse di Giovanni. Nel secondo quarto vi è una stella che allude a Nostra Signora del Pronto Soccorso. Questo significa che Maria è la stella più luminosa sul vasto oceano della vita. Proprio come una stella guida un marinaio verso la sicurezza di un porto, Maria ci guida verso il Signore. Nell'ultimo quarto si trova un fiore di Magnolia grandiflora. Questa pianta simboleggia l'eredità meridionale del vescovo Rodi. Esso è il fiore statale della Louisiana e del Mississippi e onora il popolo presso il quale il vescovo ha svolto il suo ministero sacerdotale ed episcopale. Per il suo motto, l'arcivescovo Rodi ha scelto la frase latina "Caritas Christi urget nos". Questa espressione, tratta da 2 Corinzi 5,14, esprime la ferma convinzione dell'arcivescovo che "l'amore del Cristo ci possiede" per fare tutto ciò che facciamo l'uno per l'altro. Dietro lo scudo è posta una croce patriarcale d'oro con due barre orizzontali. Lo stemma dell'arcivescovo Rodi è stato creato dal reverendo Guy W. Selvester, un sacerdote della diocesi di Metuchen, New Jersey. |